# Федоришин, Василий Петрович
Васи́лий Петро́вич Федори́шин (укр. Василь Петрович Федоришин; род. 31 марта 1981, Калуш, Ивано-Франковская область) — украинский борец (вольная борьба). Заслуженный мастер спорта Украины. Чемпион Украины, чемпион Европы (2005, 2007, 2008).

## Биография
Родился 31 марта 1981 года в Калуше.
В 1998 году переехал в Киев. Женат, имеет двоих детей. Сейчас[когда?] занимается тренерской работой.

### Достижения
- Чемпион Европы 2005, 2007, 2008 годов, серебряный призёр 2001, 2002 годов, бронзовый призёр 2004 года, победитель «Золотого Гран-при» 2008 года.
- Чемпион Европы среди юниоров 2000 года, бронзовый призёр чемпионата мира среди юниоров 2000 года, бронзовый призёр чемпионата мира среди кадетов 1997 года.
- На Олимпийских играх 2004 года в Афинах Василий Федоришин был четвёртым. На летних Олимпийских играх в Пекине в 2008 году он стал вторым, уступив в финальной схватке олимпийскому чемпиону Афин Мавлету Батирову из России со счетом 1:3.

5 апреля 2017 года Международный олимпийский комитет лишил Федоришина серебряной медали Игр 2008 года в связи с наличием в его пробах допинга — туринабола.

## Награды
- Орден «За мужество» III степени (4 сентября 2008 года) — за достижение высоких спортивных результатов на XXIX летних Олимпийских играх в Пекине (Китайская Народная Республика), проявленные мужество, самоотверженность и волю к победе, подъём международного авторитета Украины[5]